# Furðustrandir

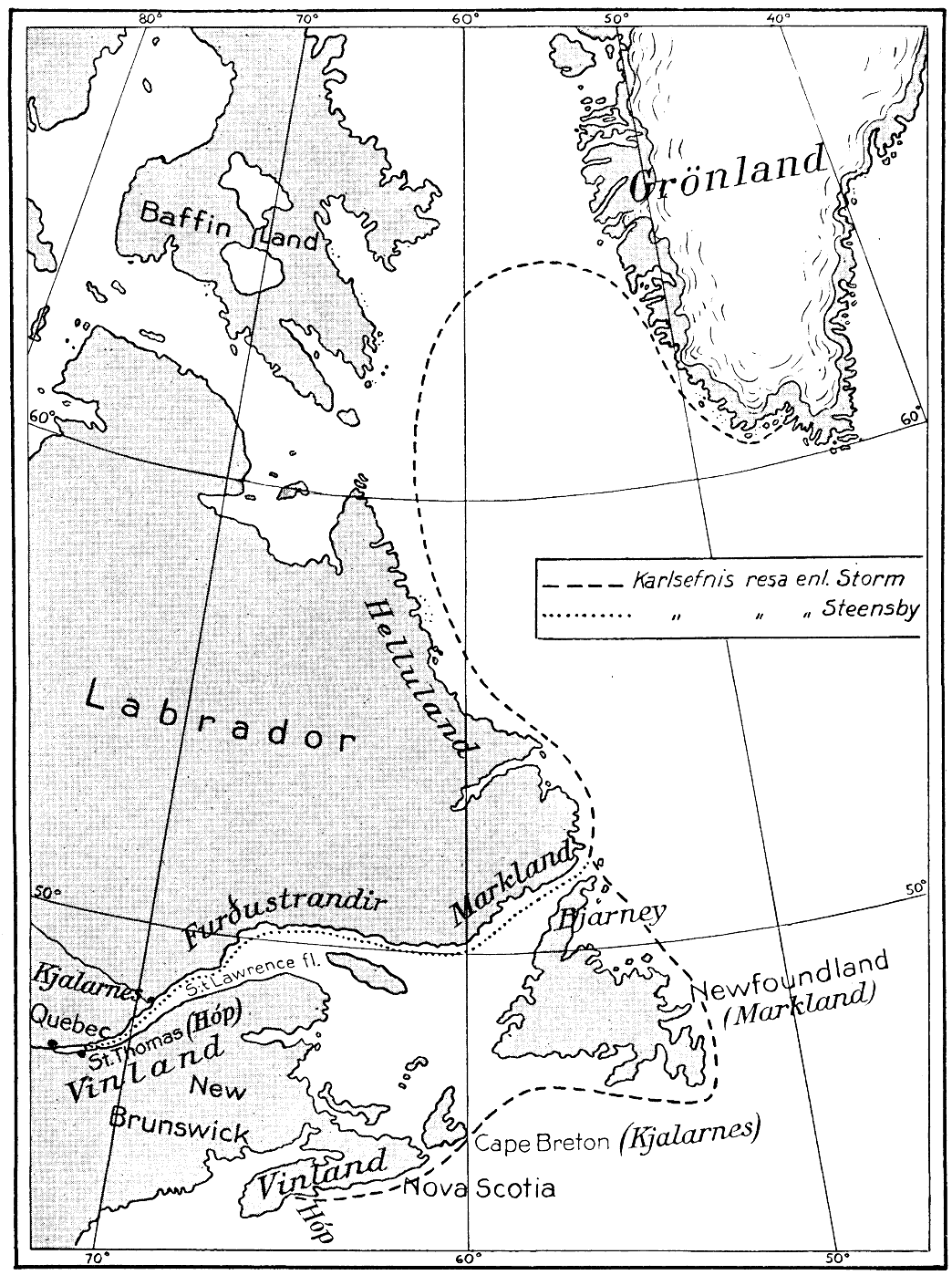
Hipotético mapa de Vinland, Markland y Helluland (Nordisk familjebok. 1921). También se aprecia la costa de Furðustrandir

Furðustrandir (en inglés Wonderstrands) es una larga franja costera mencionada en la saga de Erik el Rojo, bautizada por el explorador Thorfinn Karlsefni cuando exploraba el sur de Markland.
En un principio algunos investigadores piensan que se trata de la costa de Labrador, Canadá. Estudios más recientes del arqueólogo Mats G. Larsson y el filólogo Jan Paul Strid, indican que examinando la etimología de Furðustrandir en las sagas de Vinlandia, se puede localizar la franja entre Gabarus Bay y St. Peter's Bay, Isla del Cabo Bretón, Nueva Escocia.